# ミクラーシュ・イェリネク
ミクラーシュ・イェリネク（Mikuláš Jelinek, 1925年5月16日 - ）は、スロヴァキアのヴァイオリン奏者。

## 人物・来歴
ケジュマロク出身。1943年から1946年までブラチスラヴァ音楽院でティボール・ガシュパレクにヴァイオリンを師事しつつ、1945年から1947年までブラチスラヴァ放送交響楽団の団員を務めた。
1947年からブダペストに留学し、リスト音楽院でエデ・ザトゥレツキーの薫陶を受けた。1949年に帰国後は、新設されたブラチスラヴァ舞台芸術アカデミーでガシュパレクの指導を受けつつ、1951年までスロヴァキア・フィルハーモニー管弦楽団に団員として所属し、1951年にはブラチスラヴァ舞台芸術アカデミーの講師となった。1953年にアカデミーからディプロマを取得。
1957年にはザルツブルクで開かれたアンドレ・ジェルトレルのマスター・クラスに参加し、1961年から1964年までウィーンでリカルド・オドノポソフの個人レッスンを受けた。1965年にはブラチスラヴァの職を辞し、ザールブリュッケン放送交響楽団のコンサートマスターに就任したが、翌年にはスウェーデン放送交響楽団のコンサートマスターに転じ、1967年から1990年までケルン・ギュルツェニヒ管弦楽団のコンサートマスターを務めた。
1971年から1991年までケルン音楽院の助教授を務めた後、1992年にはブラチスラヴァ舞台芸術アカデミーに助教授として戻り、1996年には教授に昇格した。2002年からはジリナ大学人文学部の音楽科の教授を兼任。2016年には故郷のケジュマロクから名誉市民の称号を贈られた。